# Biezdrowo
Biezdrowo – wieś w Polsce, położona w województwie wielkopolskim, w powiecie szamotulskim, w gminie Wronki, ok. 5 km na pd.-zach. od Wronek.
W latach 1954–195 wieś należała i była siedzibą władz gromady Biezdrowo, po jej zniesieniu w gromadzie Ćmachowo. W latach 1975–1998 wieś administracyjnie należała do województwa pilskiego.

## Integralne części wsi
| SIMC    | Nazwa           | Rodzaj                 |
| ------- | --------------- | ---------------------- |
| 1008469 | Biezdrowo-Huby  | część wsi              |
| 1008475 | Biezdrowo-Osady | część wsi              |
| 0532725 | Pierwoszewo     | część wsi (do 2023 r.) |

## Historia
Wieś pierwotnie związana była z Wielkopolską. Ma metrykę średniowieczną i istnieje co najmniej od drugiej połowy XIII wieku. Po raz pierwszy odnotowana została w łacińskim w kopii dokumentu z 1284 pod nazwą „Becrow, Bacrow”, 1393 „Besdrowo”, 1397 „Bezdrowo|, 1404 „Besdrowsko”, 1406 „Byesdrowo”, 1407 „Byesdrow”, 1408 „Byesdrowsko”, 1413 „Beszdrowo”, 1510 „Byezdrovo”.
Miejscowość była początkowo wsią szlachecką należącą do polskiej szlachty z rodu Biezdrowskich, którzy od nazwy wsi przyjęli odmiejscowe nazwisko, a później także doCzarnkowskich herbu Nałęcz III oraz Radomickich i Chrzypskich. W 1435 wieś leżała w powiecie poznańskim województwa poznańskiego w Koronie Królestwa Polskiego. Od 1404 wieś była siedzibą własnej parafii biezdrowskiej.
Pierwsze wzmianki pochodzą z dokumentu wystawionego przez kancelarię księcia wielkopolskiego, a późniejszego króla Polski, Przemysła II. W 1284 zatwierdził on stare oraz nadał nowe zwolnienia immunitetowe dla dóbr kasztelana poznańskiego Tomisława z Szamotuł, a w nim m.in. dla wsi Biezdrowo. Pozwolił także na nowo lokować te wsie na prawie niemieckim. W latach 1393–1394 oraz w 1400 odnotowany został w źródłach spór sądowy o Debrzno Przybysławy Biezdrowskiej z Biezdrowa wraz z dziećmi z Naszanem, plebanem w Czerniejewie w powiecie gnieźnieńskim oraz jego bratankami.
W latach 1397–1420 dziedzicem wsi był Mikołaj Kozieł (w oryg. „Cosel”) Biezdrowski z Biezdrowa zwany też Serniewskim od wsi Sarniewo, którego odnotowują archiwa sądowe. W 1397 i 1407 odnotowany w sporze z Mrokotą z Wróblewa o konie wartości 16 grzywien oraz w sprawie poręki. W latach 1403–1414 tenże w sporze z siostrą swą Przesprawą (Przechną), ż. Jana wójta we Wronkach o posag: 1403 tenże przegrał on proces o 30 grzywien. W wypadku gdyby nie zapłacił tej sumy, miał dać Przechnie czynsz w wysokości 3 grzywien z Biezdrowa. W 1405 dowodził przed sądem, że zapłacił Przechnie 21 grzywien posagu i oddalił jej pretensje do zapłaty 20 grzywien czynszu. W 1406 zapłacił Przechnie 30 grzywien posagu i procesował się z nią o 10 grzywien. W 1414 Przesprawa dowodziła w sporze z Dorotą z Biezdrowa, że otrzymała część posagu po śmierci Przybysławy, która prawdopodobnie była jej matką. W 1413 Mikołaj Biezdrowski dowodził w sporze z Przybigniewem oraz Wichną z Biezdrowa, że aż do tej pory spokojnie posiadał zastaw. W 1420 Mikołaj Biezdrowski vel Serniewski pozwany został przez Jana z Biezdrowa o pieniądze, które według zeznania świadków jego żony Małgorzaty niegdyś z Biezdrowa, stanowiły jej ojcowiznę oraz posag.
W latach 1397–1400 właścicielem we wsi był Przybigniew Biezdrowski, a w latach 1398–1400 Jasiek Biezdrowski. W latach 1401–1421 odnotowany został syn Przybigniewa również Przybigniew Biezdrowski właściciel majątku w Zakrzewie, a w roku 1426 sołtys w Białczu. W latach 1401–1402 Przybigniew oskarżony został przez Wincentego Słopanowskiego o zabicie jego siostry Hanki i toczył z nim spór sądowy o jej posag. Około 1409, wg wzmianki z 1412, Przybigniew Biezdrowski w podziale majątku z bratem Szczepanem otrzymał połowę Biezdrowa, a Szczepan otrzymał Zakrzewo. W 1421 Przybigniew wwiązany został w majątek Kołata w powiecie gnieźnieńskim z tytułu długu żydowskiego o wysokości 100 grzywien.
W 1420 odnotowany został Jan Biezdrowski z Biezdrowa, a w 1420 Wincenty Biezdrowski, niegdyś Słopanowski, który posiadał połowę Biezdrowa. W 1422 Bogusz Koszutski zrzekł się prawa bliższości do Biezdrowa na rzecz Wierzbięty z Rozbitka. W 1426 Zachariasz niegdyś Piaskowski właściciel w Biezdrowie, Ćmachowie, Komorowie oraz Piaskowie zeznał przed sądem, że nie był winien Wierzbięcie z Rozbitka 11 grzywien reszty nie dopłaconej za Biezdrowo. W 1426 Parzysz z Sokolnik skarżył się, że mu włodarz Biezdrowa w młynie biezdrowskim, należącym do Zachariasza, nie chciał zwrócić jego człowieka. W 1428 Parzysz z Sokolnik dowodził, że wziął w zastaw od Blizbora z Pomarzanowic oraz jego żony Doroty 1/4 Biezdrowa za 99 grzywien bez dwóch kop groszy.
W 1428 Małgorzata żona Świąszka z Biezdrowa upominała się o połowę Radziszewa jako o swą ojcowiznę u Sędziwoja z Mylina, który dowodził, że dziedzinę tę trzymał spokojnie już od 30 lat. Według wzmianki z XVIII wieku w 1429 Czerna Bielejewski zobowiązał się doprowadzić Zachariaszowi z Biezdrowa młynarkę Stachową z synem do młyna biezdrowskiego. W 1435 Zachariasz z Piaskowa oraz Biezdrowa i Ćmachowa kupił od braci Szymona, Piotra i Jana, synów zmarłego Mikołaja z Pożarowa, 1/4 Biezdrowa za 200 grzywien. W 1443 Czerna zamienił role i łąki z plebanem Słupkiem z Biezdrowa i w wyniku tej zamiany zajął role i łąki plebańskie w Łężcach Małych. W 1443 na życzenie nowego plebana Mikołaja jednak unieważnił tę zamianę. W 1443 syn Zachariasza również Zachariasz Biezdrowski zastępił ojca w sądzie w sprawie sądowej. W 1449, syn Zachariasza, Andrzej z Biezdrowa, sprzedał z prawem odkupu Dorocie, żonie swego ojca za 400 grzywien połowę Biezdrowa, cały młyn leżący blisko wsi oraz dwie karczmy zwane „Jakubuszka” i „Machulina”. W latach 1472–1493 Anna wdowa po Michale z Pożarowa oraz Elżbieta wdowa po Filipie z Parkowa, dziedziczki niedzielne w Biezdrowie i w Zakrzewie pozwane zostały przed sąd duchowny o zaległe sumy 26 florenów węgierskich w złocie oraz 9 grzywien od obu, a także 8 grzywien od Anny, z tytułu dzierżawy wsi Łężce Małe oraz zaległych dziesięcin. W 1481 Elżbieta wymieniona została wśród patronów kościoła biezdrowskiego. W 1482 dziedziczki niedzielne Anna i Elżbieta zapisały altarzystom kolegiaty św. Marii Magdaleny w Poznaniu 3 grzywny czynszu rocznego z Biezdrowa z prawem wykupu za 41 złotych węgierskich. W 1493 Anna oraz Elżbieta toczyły spory sądowe z kasztelanem kaliskim Andrzejem Szamotulskim z powodu wyrządzonych im krzywd. Król polski Jan I Olbracht wyznaczył w sporze wadium w wysokości 100 grzywien.
W 1485 bracia Jan, Paweł i Szczepan z Biezdrowa byli współfundatorami altarii św. Trójcy i NMP w kościele parafialnym w Sierakowie. W 1486 odnotowany został Paweł dziedzic i pleban biezdrowski. W 1487 właścicielem części wsi był Szczepan Biezdrowski, którą otrzymał w podziale z braćmi Janem oraz Pawłem. Zapisał on Janowi Chełmskiemu czynsz roczny w wysokości dwóch kop groszy z prawem wykupu za 30 grzywien. W 1495 Andrzej Gnuszyński odstąpił swemu stryjowi Stanisławowi Gnuszyńskiemu swoje prawa do sumy 74 grzywien zapisanej na Biezdrowie oraz na Zakrzewie. W 1505 Bernard Radomicki wykupił czynsz od sumy 67 grzywien dla wikariuszy katedry poznańskiej z połowy Pniew oraz z Biezdrowa i przeniósł na swoje dobra Boguszyn oraz Radomicko.
Miejscowość odnotowały także historyczne rejestry podatkowe dzięki którym znamy stosunki własnościowe we wsi. W 1508 we wsi miał miejsce pobór od 10 łanów, karczmy oraz młyna. W 1510 pobrano podatki z 14 łanów. W 1510 w Biezdrowie było 10 łanów osiadłych, dwa łany opuszczone, folwark, młyn, dwie karczmy, a dziedzicem biezdrowskim był Szczepan. W 1514 Kilian Chrzypski wykupuje czynsz od sumy 48 grzywien dla wikariuszy katedry poznańskiej z Brodowa w powiecie pyzdrskim oraz z Biezdrowa i przeniósł go na połowę Chrzypska Wielkiego, połowę Chrzypska Małego i 1/4 Pakawia. W 1563 pobrano ze wsi podatki z 12 łanów. W 1577 wież należała do kasztelana rogozińskiego Wojciecha Czarnkowskiego. W 1580 wdowa po Wojciechu Barbara Czarnkowska zapłaciła pobór od 9 łanów osiadłych, jednego łana opuszczonego, jednego zagrodnika, 2 komorników, kowala oraz jednego młyna wodnego o jednym kole wodnym.
Wieś szlachecka położona była w 1580 roku w powiecie poznańskim województwa poznańskiego w Rzeczypospolitej Obojga Narodów. Wskutek II rozbioru Polski w 1793, miejscowość przeszła pod władanie Prus i jak cała Wielkopolska znalazła się w zaborze pruskim.
W 2009, na 725-lecie lokacji wsi, ukazała się ponad stustronnicowa Kronika Biezdrowska.

## Zabytki

### Kościół pw. św. Krzyża i św. Mikołaja

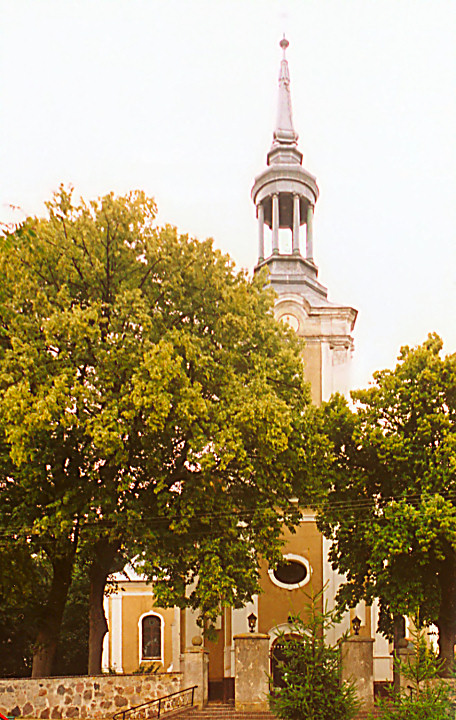
Kościół św. Krzyża i św. Mikołaja

Pierwszy (drewniany) kościół i parafia w Biezdrowie datuje się na XII wiek. Na jego miejscu powstał w XVI w. murowany, późnogotycki. Kościół ten w ciągu dwóch wieków zaczął się chylić ku upadkowi. W roku 1784 świątynię odbudowano. Powstała wówczas wieża, zmienił się kształt budynku. W 1870 kościół restaurowano i ozdobiono w stylu barokowym. Wieża kościoła uległa częściowemu zniszczeniu w 1890. Odbudowana stoi do dziś. W roku 1900 staraniem właścicieli wsi, Kurnatowskich, dobudowano dwie boczne kaplice tworzące transept.
W ołtarzu głównym znajduje się pochodzący z przełomu XV/XVI wieku pokaźny krucyfiks z figurą Chrystusa Ukrzyżowanego. Jak opisuje kronika St. Zielińskiego został on sprowadzony w XV w. przez pewnego pielgrzyma z Częstochowy i tu złożony. Odtąd kościół stał się sanktuarium Męki Pańskiej.
We wnętrzu kościoła znajduje się (m.in.) renesansowy nagrobek Stanisława z Bnina Bobolińskiego, pochodzący z 1592 r. Obraz „Triumf Krzyża” pośrodku sufitu nawy pochodzi z 1949 r. W kruchcie zobaczyć można starą, dębową skrzynię. Według legendy znaleziono w niej zakopany skarb, za który wybudowano kościół.

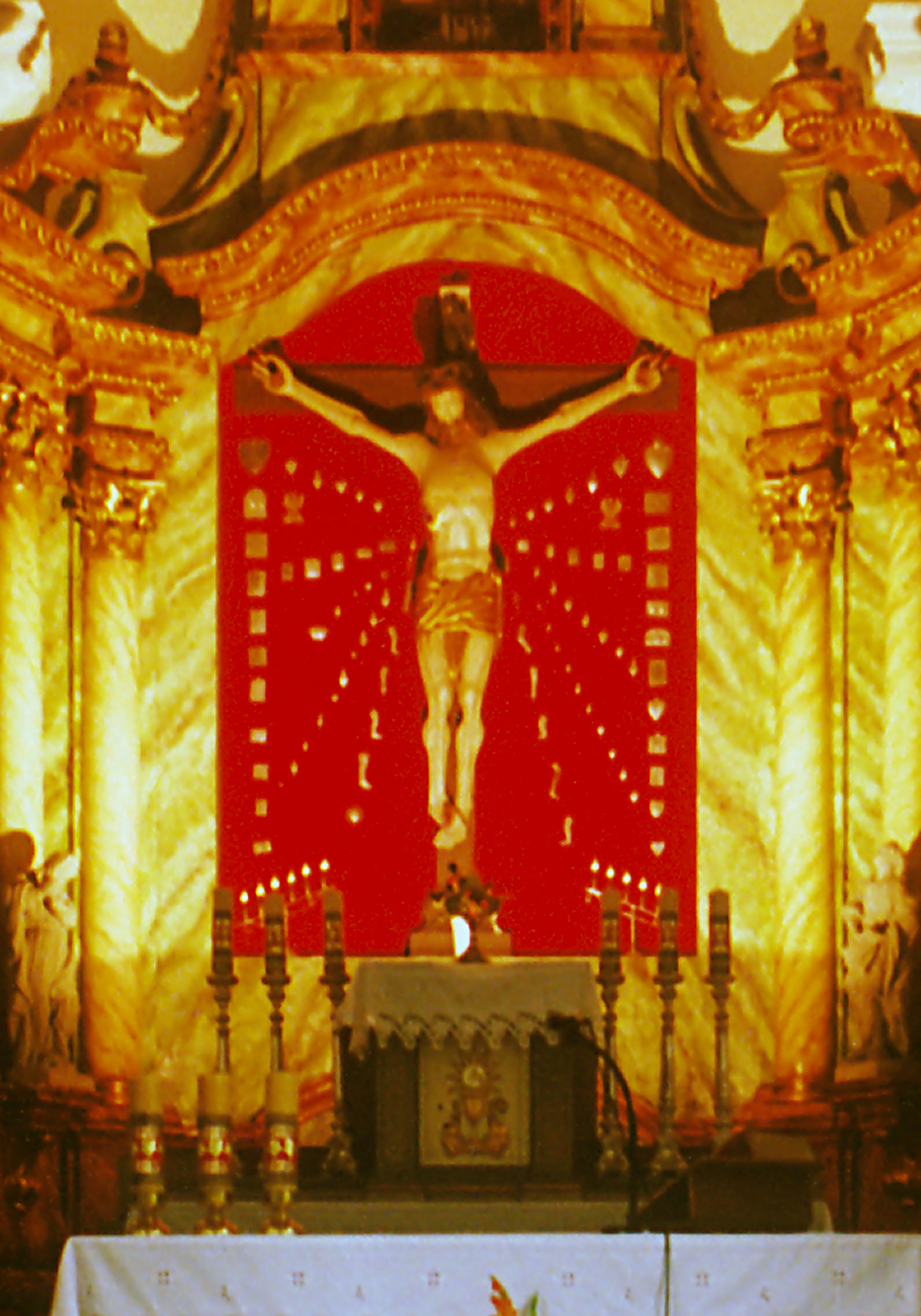
Krucyfiks w ołtarzu głównym
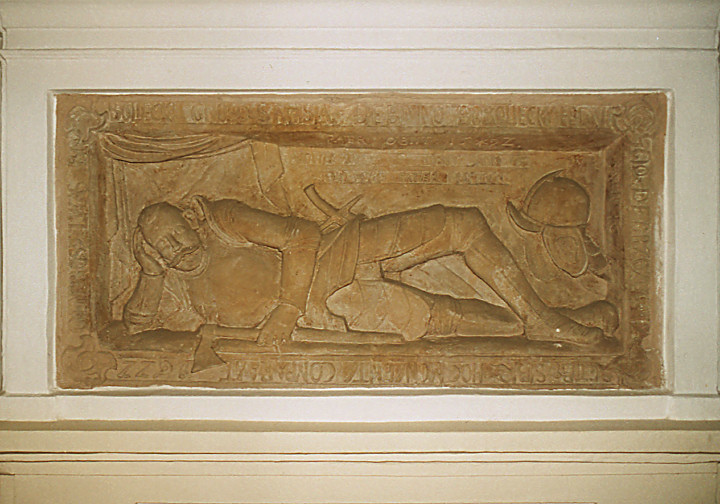
Nagrobek Stanisława z Bnina Bobolińskiego
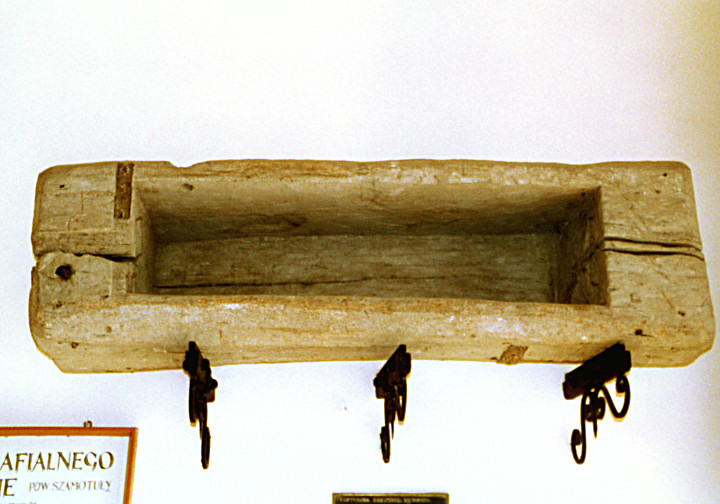
Dębowa skrzynia znajdująca się w kruchcie kościoła

### Pałac w Biezdrowie
Pałac w Biezdrowie to neorenesansowy budynek z elementami klasycyzującymi wzniesiony w 1877 r. przez Stanisława Hebanowskiego dla Stanisława Kurnatowskiego, ówczesnego właściciela Biezdrowa. Oryginalne jest umieszczenie jednego z dwóch głównych wejść w fasadzie bocznej (podobne rozwiązanie zastosowano w pałacu w Biedrusku). Należy do prywatnego właściciela.

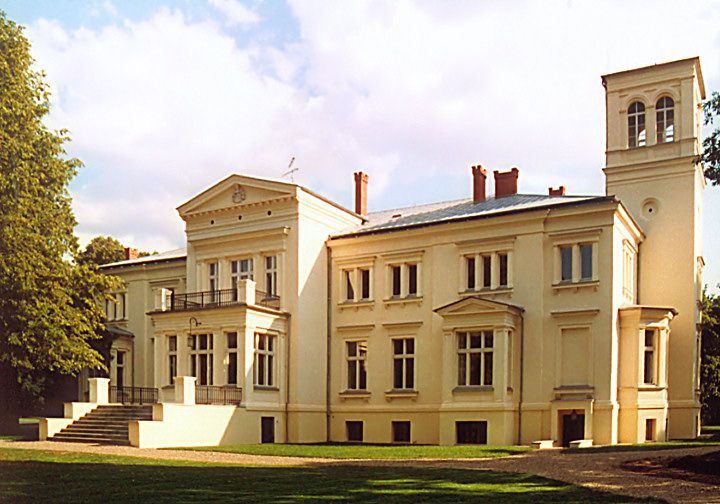
Pałac Kurnatowskich z 1877 roku
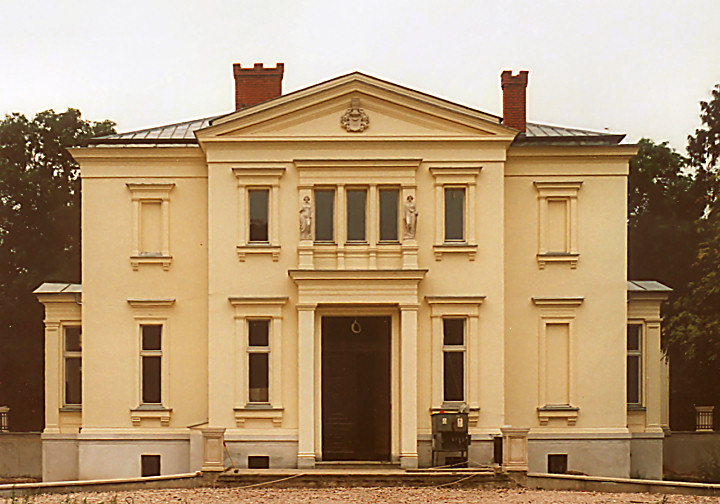
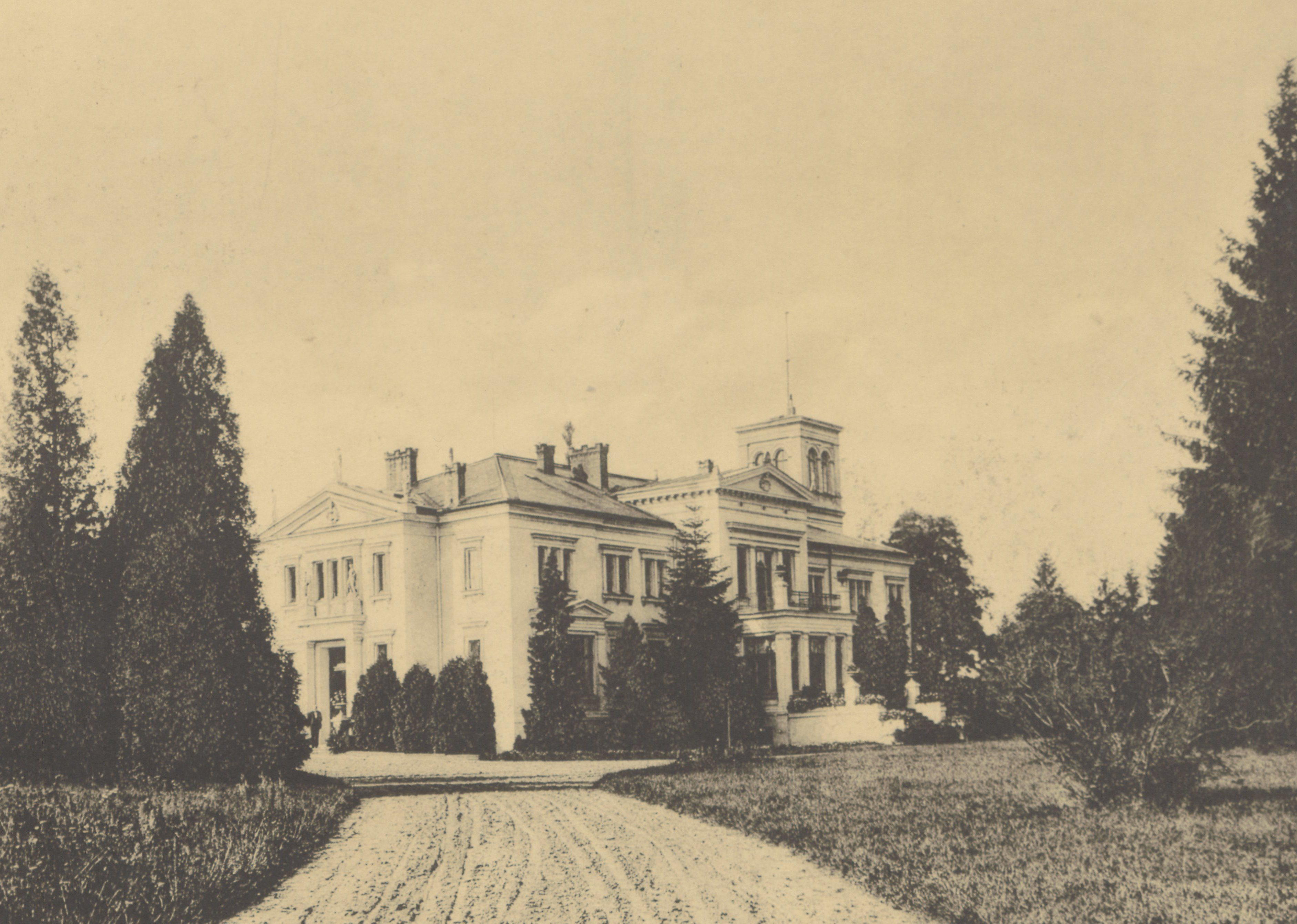
Widok pałacu przed 1912

### Cmentarz
Na lokalnym cmentarzu parafialnym spoczywają m.in.:
- ks. Kazimierz Dybski (1909-1974) – proboszcz biezdrowski od 1939 do śmierci,
- Leon Szczerkowski (1842-1905) – nauczyciel i kierownik szkoły w Biezdrowie w latach 1880–1905,
- ks. Józef Świerkowski (1948-2005) – proboszcz biezdrowski w latach 1988–2005[9].

## Urodzeni w Biezdrowie
- Adolf Bonifacy Bniński – polski hrabia, ziemianin, inicjator utworzenia i pierwszy prezes komitetu Teatru Polskiego w Poznaniu[10].